# Rubus porteri
Rubus porteri är en rosväxtart som beskrevs av Liberty Hyde Bailey. Rubus porteri ingår i släktet rubusar, och familjen rosväxter. Inga underarter finns listade i Catalogue of Life.